# Chui-Pyramide
Die Chui-Pyramide ist ein monumentaler Grabbau aus der ersten Zwischenzeit Ägyptens, wohl 9. oder 10. Dynastie. Sie liegt bei dem heutigen Ort Dara bei Manfalut, zwischen Asyüt und Mair. Die Klassifizierung des Bauwerks ist umstritten – es könnte sich um eine Pyramide oder eine Stufenmastaba handeln.

## Erforschung
Die erste Erwähnung des Bauwerks erfolgte 1912 in einer Ausgabe des Magazins des Ägyptischen Museums.
Eine Erforschung des Bauwerks erfolgte von 1946 bis 1948 durch die Ägyptologen Raymond Weill und Ahmed Kamal. Weill vermutete, dass es sich hier um eine Stufenpyramide gehandelt hat, während Kamal es für eine Mastaba hielt. Der schlechte Erhaltungsgrad des Bauwerks lässt keinen eindeutigen Schluss auf das ursprüngliche Aussehen des Bauwerks zu.

### Zuordnung
Das Grabmal wird einem lokalen Herrscher namens Chui aufgrund des Funds eines Blocks mit dessen Namen zugeordnet. Der Block befand sich in einem südlich der Pyramide gelegenen Grab und könnte aus dem Totentempel des Grabmals stammen. Eine direkte Zuordnung des Bauwerks konnte bislang noch nicht erfolgen.

## Pyramide

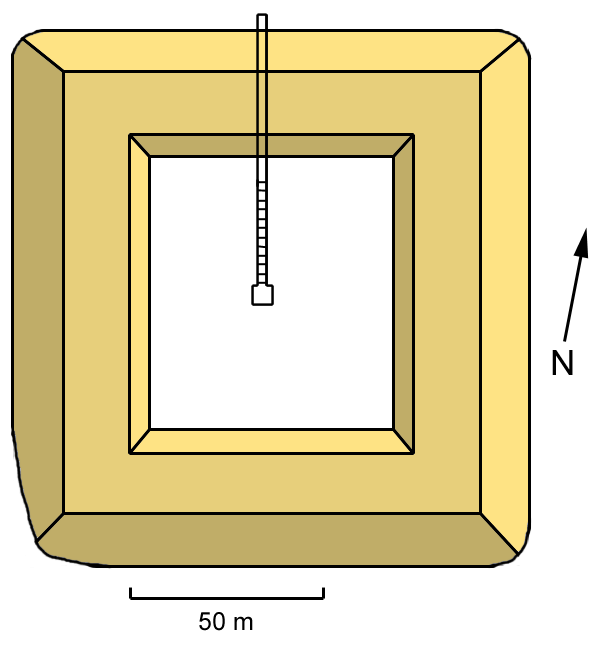
Grundriss der Überreste der Chui-Pyramide

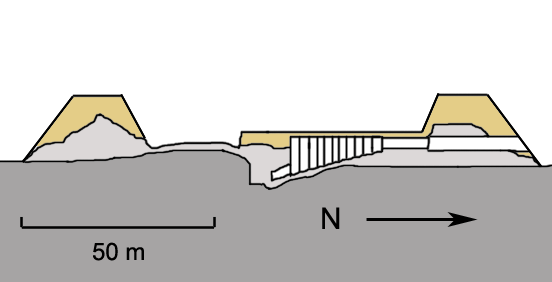
Plan der Chui-Pyramide
Hellgrau: erhaltenes Mauerwerk
Ocker: rekonstruierte Form

Die Basislänge des leicht rechteckigen Gebäudes beträgt 146 m × 136 m und erreicht damit die Größenordnung der Sechemchet-Pyramide in Sakkara. Die Ecken des Bauwerks waren mit einem Krümmungsradius von 23 m abgerundet, was bei keiner anderen Pyramide der Fall ist. Das Mauerwerk besteht aus Lehmziegeln und bildet einen etwa 35 m dicken Mantel um das Innere, das vermutlich mit Sand und Geröll gefüllt war. Die Struktur des Mauerwerks ist nur noch unklar nachweisbar, scheint aber auf eine abgestufte Bauweise hinzudeuten. Das nach innen geneigte Mauerwerk der Außenseite ist noch erkennbar, aber Verkleidungssteine wurden nicht gefunden. Bei einer verbliebenen Höhe von nur noch 4 m ist das Aussehen des Bauwerks nicht klar rekonstruierbar. Es ist somit unklar, wie weit das Grabmal fertiggestellt wurde. Das Bauwerk ist grob nördlich orientiert.

## Grabkammer
Zur Grabkammer im Zentrum führte ein ebenerdiger, zu Beginn offener Korridor, der dann in einen absteigenden Gewölbetunnel überging. Der absteigende Bereich war mit elf Gewölbebögen überdacht. Die vollständig leere Grabkammer selbst liegt neun Meter unter Bodenniveau und hat die Abmessungen 3,5 m × 7,0 m. Sowohl die Kammer als auch der letzte Gangabschnitt bestand aus grob behauenen Blöcken aus Kalksteinen, die vermutlich aus dem nahen Friedhof der 6. Dynastie geraubt waren. 
Der Unterbau der Pyramide ist beraubt und weitgehend zerstört, so dass Spuren einer Bestattung nicht mehr erkennbar waren.
Die Struktur des Unterbaus hat Ähnlichkeit mit der der großen Mastaba K1 von Bait Challaf aus der 3. Dynastie, was möglicherweise darauf zurückzuführen ist, dass eine Mastaba der frühdynastischen Zeit usurpiert und umgebaut wurde.

## Komplex
An der Nordseite wurden einige Überreste gefunden, die möglicherweise von einem Totentempel stammen, jedoch für eine Rekonstruktion des Aufbaus nicht ausreichen. Überreste eines Abschnitts einer Einfassungsmauer aus Lehmziegeln wurden zwar gefunden, jedoch ist der Bereich heute von der Ortschaft Dara überbaut.